# Diplycosia elliptica
Diplycosia elliptica är en ljungväxtart som beskrevs av Ridley. Diplycosia elliptica ingår i släktet Diplycosia och familjen ljungväxter. Inga underarter finns listade i Catalogue of Life.